# Campionato italiano Ice Sledge Hockey 2016-2017
Il Campionato italiano Ice Sledge Hockey 2016-2017 è stata la tredicesima edizione di questo torneo, organizzato dalla Federazione Italiana Sport del Ghiaccio.

## Formula e partecipanti
Le compagini iscritte sono rimaste le medesime tre: le rappresentative regionali di Piemonte (Tori Seduti), Lombardia (Armata Brancaleone) e Alto Adige (South-Tyrol Eagles, campioni in carica).
La formula è pertanto rimasta invariata rispetto alla stagione precedente: nella Regular Season le squadre disputano un doppio girone di andata e ritorno, seguiti dai play-off, con la semifinale disputata fra seconda e terza classificata e finale tra la prima classificata e la vincente della semifinale, entrambe al meglio delle tre gare.
In caso di parità al termine dei tempi regolamentari, si giocava un tempo supplementare con la regola del golden gol. In caso di ulteriore parità, si passava ai tiri di rigore. Sono stati assegnati tre punti alla squadra vincitrice nei tempi regolamentari, due alla squadra vincitrice ai tempi supplementari o ai rigori, un punto alla squadra sconfitta ai supplementari o ai rigori.
Alla squadra vincitrice della stagione regolare verrà assegnata la Coppa Italia.

## Regular season
| Pos | Squadra            | G | V | VS | PS | P | GF | GS | DG  | Pt | Risultato                   |
| --- | ------------------ | - | - | -- | -- | - | -- | -- | --- | -- | --------------------------- |
| 1   | South-Tyrol Eagles | 8 | 7 | 0  | 0  | 1 | 40 | 11 | +29 | 21 | Qualificata alla finale     |
| 2   | Tori Seduti        | 8 | 4 | 0  | 0  | 4 | 16 | 15 | +1  | 12 | Qualificate alla semifinale |
| 3   | Armata Brancaleone | 8 | 1 | 0  | 0  | 7 | 10 | 40 | −30 | 3  | Qualificate alla semifinale |

| 1ª            | giornata                         | 4ª            |
| 8/9 ott. 2016 |                                  | 3/4 dic. 2016 |
| 0-1           | Tori Seduti - Armata Brancaleone | 2-0           |
| 1-0           | Tori Seduti - Armata Brancaleone | 7-4           |

| 3ª              | giornata                       | 5ª              |
| 26/27 nov. 2016 |                                | 17/18 dic. 2016 |
| 2-1             | South-Tyrol Eagles-Tori Seduti | 3-1             |
| 3-1             | South-Tyrol Eagles-Tori Seduti | 2-3             |

| 2ª            | giornata                                | 6ª              |
| 5/6 nov. 2016 |                                         | 14/15 gen. 2017 |
| 0-7           | Armata Brancaleone - South-Tyrol Eagles | 0-9             |
| 2-6           | Armata Brancaleone - South-Tyrol Eagles | 3-8             |

## Play-off
|  | Semifinali | Semifinali         | Semifinali         | Semifinali | Semifinali |  |  | Finale | Finale             | Finale             | Finale | Finale |  |
|  |            |                    |                    |            |            |  |  |        |                    |                    |        |        |  |
|  |            |                    |                    |            |            |  |  | 1      | South-Tyrol Eagles | South-Tyrol Eagles | 3      | 3      |  |
|  | 2          | Tori Seduti        | Tori Seduti        | 3          | 2          |  |  |        | Tori Seduti        | Tori Seduti        | 2      | 0      |  |
|  | 3          | Armata Brancaleone | Armata Brancaleone | 0          | 0          |  |  |        |                    |                    |        |        |  |

Legenda: † = partita terminata ai tempi supplementari; ‡ = partita terminata ai tiri di rigore

### Semifinale
| Arbitri: | Daniele Borriello Danielle Rostan |

|                                                     |           |  |
| Corvino 13:09 Leperdi 18:05 Corvino (Leperdi) 32:08 | Marcatori |  |

| Arbitri: | Matteo Oderda Simone Vignolo |

|                                                                 |           |  |
| Corvino (Barbero, Macrì) 21:51 Leperdi (Antochi, Corvino) 36:41 | Marcatori |  |

### Finale
| Arbitri: | Federico Giacomozzi Alberto Plancher |

|                                                                                   |           |                                                                   |
| Planker (Depaoli, Winkler) 14:32 Larch (Rosa, Planker) 22:51 Planker (Rosa) 28:32 | Marcatori | 32:48 Antochi (Leperdi, Barbero) 32:48 Corvino (Barbero, Leperdi) |

| Arbitri: | Piero Giacomozzi Simone Soraperra |

|                                                                          |           |  |
| Planker (Cavaliere, Rosa) 3:32 Planker (Larch, Rosa) 37:35 Remotti 40:08 | Marcatori |  |